# Bachata

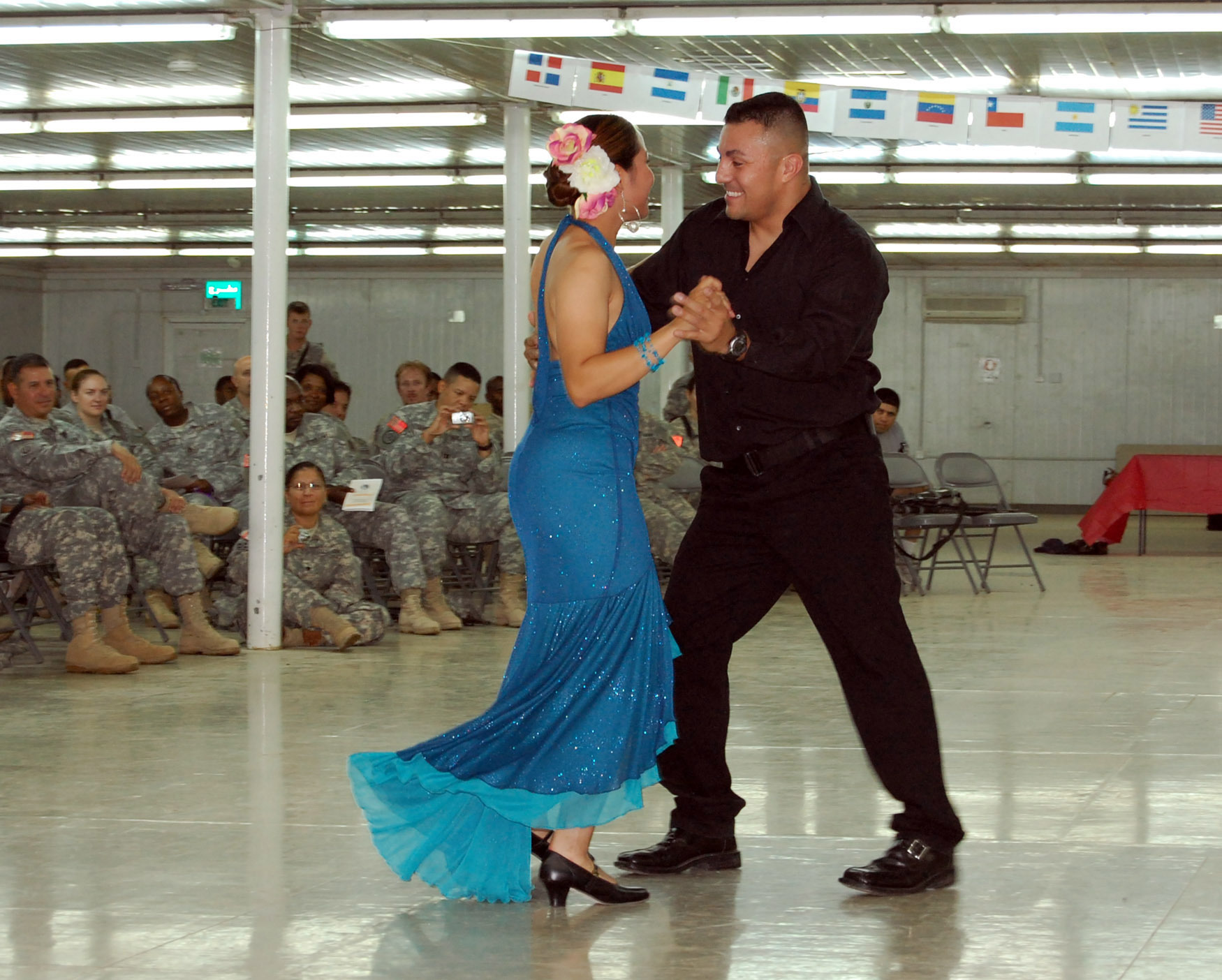
Para tańcząca bachatę

Bachata – rodzaj muzyki i tańca, który powstał i pierwotnie ewoluował w wiejskich i rolniczych terenach Dominikany. Tematyka piosenek jest przede wszystkim romantyczna i uczuciowa; najczęściej spotykane są utwory mówiące o smutku i złamanym sercu. Na początku dla określenia nowego gatunku używano terminu amargue, czyli „gorzka muzyka”, dopóki nie pojawiła się nazwa bachata, bez konotacji z nastrojem. Często jest porównywana do bluesa.

## Wstęp
Bachata została wymyślona przez służących, którzy śpiewali piosenki do tej muzyki na koniec dnia, po pracy. Tworzyli muzykę na nietypowych instrumentach – przedmiotach łatwo dostępnych, niekoniecznie instrumentach muzycznych. W niektórych częściach Dominikany słowa bachata używa się pejoratywnie na określenie śmieci, ale powszechnie oznacza ono przede wszystkim zabawę, imprezę. Niektórzy twierdzą, że termin wywodzi się z włoskiego ballata, używanego na określenie muzyki popularnej kilka stuleci wstecz na Półwyspie Apenińskim. Bachata nie rozpoczynała swojej kariery jako taniec uwielbiany na salonach i mocno popularny, jak to ma miejsce obecnie.

## Historia
Gdy popularne stacje radiowe rozpoczęły nadawanie muzyki w stylach merengue i salsa, muzycy uprawiający bachatę i ich promotorzy wyczuli dobry moment na promocję i szerszą dystrybucję nagrań. Jak większość muzyki latynoamerykańskiej, bachata pozostaje przede wszystkim domeną mężczyzn. Jednymi z najważniejszych pierwszych bachateros są José Manuel Calderón, Eladio Romero Santos, Edilio Paredes, Luis Segura, Ramon Cordero i Rafael Encarnación.
Dzisiejsza bachata oddaliła się nieco od tej pierwotnej, używa gitary elektrycznej oraz ma styl bardziej rytmiczny oraz rutynowy niż w początkach istnienia. Jednakże między innymi w tym należy upatrywać obecnego powodzenia tej muzyki.
Niektórzy wiążą muzyka Juana Luisa Guerrę, który otrzymał nagrodę Grammy w roku 1992 za album Bachata Rosa, z osiągnięciem przez gatunek międzynarodowego rozgłosu i popularności. Są jednak tacy, którzy sprzeczają się o to, czy faktycznie miał on jakikolwiek wpływ na rozwój bachaty na świecie, i mimo że słowo bachata jest w tytule albumu, to jednak nie ma na niej właściwie żadnego kawałka, który mieściłby się w ramach typowej bachaty.
Obecnie dominikański zespół Aventura jest prawdopodobnie najbardziej znaną grupą grającą muzykę w stylu bachata z piosenką „Obsesión”, która w 2006 roku bardzo długo utrzymywała się w czołówkach list przebojów tak samo w krajach latynoskich, jak i w USA czy krajach tak dalekich, jak Włochy, Szwecja, a nawet Polska. Jednakże w czasie, gdy zespół Aventura zdobył rozgłos międzynarodowy, dla publiczności na Dominikanie najpopularniejszymi i najchętniej słuchanymi bachateros dzisiejszych czasów są Antony Santos & Luis Vargas. Inni artyści, których warto zanotować w tym kontekście to Prince Royce, Raulin Rodriguez, Zacarias Ferreira, Frank Reyes, Monchy y Alexandra, Kat De Luna, Domenic Marte, Xtreme, Andy Andy, Elvis Martinez, Leonardo Paniagua, Los Toros Band, Joe Veras, El Vinny (Tu Melón) oraz Aventura.

## Wpływ na kulturę popularną
Bachata, początkowo gatunek niszowy, w XXI wieku zyskała międzynarodową popularność, przenikając do głównego nurtu muzyki pop oraz wpływając na współczesne style taneczne.Bachata nie tylko zyskała popularność jako samodzielny gatunek, ale także zaczęła pojawiać się w utworach popowych i reggaetonowych. Wielu mainstreamowych artystów wplata elementy bachaty w swoje utwory, co przyczynia się do dalszego rozwoju i ewolucji tego stylu. Przykłady:
- Shakira – Déjà Vu (2017) (duet z Prince Royce)
- Enrique Iglesias – Loco (2013), El Perdedor (2013)
- J Balvin – Tu Verdad (2016)

Muzyka bachata pojawia się również w kinie i telewizji. Przykłady filmów i seriali, w których wykorzystano muzykę bachata:
- "Dirty Dancing 2: Havana Nights" (2004) – taniec inspirowany bachatą i salsą.
- Serial "Jane the Virgin" – w którym kilkukrotnie pojawia się bachata jako element dominikańskiej kultury głównych bohaterów.

Taniec bachata stał się jednym z najpopularniejszych stylów tańca latynoskiego, nauczanym w szkołach tańca na całym świecie. W szczególności bachata sensual, rozwinięta w Hiszpanii przez Korke Escalona i Judith Cordero, stała się jednym z dominujących stylów tanecznych na międzynarodowych festiwalach. Bachata, początkowo traktowana jako muzyka społecznych nizin, przekształciła się w globalny fenomen, który wykracza poza Dominikanę i Amerykę Łacińską. Dziś można ją usłyszeć w klubach, na festiwalach i w radiostacjach na całym świecie, a jej wpływ na muzykę pop i taniec stale rośnie.

## Taniec
Istnieją 3 podstawowe style bachaty: dominicana, moderna oraz sensual.

### Dominicana
Jest to oryginalny styl powstały na Dominikanie. Wykazuje pewne podobieństwa do innych tańców latynoskich, zwłaszcza do cha-chy. Piosenki tworzone w tym stylu są relatywnie najszybsze. Choreografie charakteryzują się skomplikowaną pracą stóp, z dużą liczbą półkroków.
Taniec rozliczany jest na 4. Krok podstawowy zwany box step jest dosyć prosto skonstruowany. Następujące po sobie kroki powodują przemieszczanie się na boki oraz do przodu i do tyłu. Schemat kroku podstawowego można opisać następująco: rozpoczynając od prawej stopy robimy chassé w prawo, czyli krok do boku prawą nogą → lewą nogą robimy krok, łącząc ją z prawą → znów krok do boku prawą nogą, na liczenie 1 – 2 – 3. Na 4 robimy tap lewą nogą w miejscu, czyli unosimy i delikatnie w rytmie uderzamy palcami lewej stopy w podłoże, jednocześnie wykonując ruch biodrem w lewo. Następnie robimy to samo w przeciwnym kierunku. Tańcząc w parze, kobieta i mężczyzna robią kroki w zgodnym kierunku. Charakter tańca osiągamy przez odpowiednie ruchy bioder i reszty ciała. Bachatę można (a wręcz dobrze jest – jednak to zależy od tego, kto jest partnerem) tańczyć bardzo blisko, prawie złączonymi tułowiami oraz z prawą nogą wsuniętą nawet do połowy uda pomiędzy nogi partnera.

### Moderna
Jest to styl powstały z radykalnego uproszczenia stylu dominicana. Piosenki w tym stylu są znacznie wolniejsze. Zdarzają się wstawki gitarowe przypominające styl dominicana. Ze względu na prostotę jest to najpopularniejszy styl i jest on najczęściej nauczany.
Zamiast charakterystycznego dla dominicany kroku box step, krokiem podstawowym są trzy kroki w lewo z tapem na 4, a następnie 3 kroki w prawo, znów zakończone tapem. Ze względu na wolniejsze tempo możliwe jest także wykonywanie większej liczby obrotów.

### Sensual
Wbrew powszechnemu przekonaniu, w bachacie sensual dominuje pozycja otwarta, jedynie niewielka liczba technik wymaga pozycji zamkniętej oraz kontaktu biodrami, kontakt klatkami piersiowymi jest zbędny. Prowadzenie następuje poprzez ruch ciała, dłonie odgrywają niewielką rolę. Ruch bioder jest eksponowany mniej, niż w bachacie (dominikańskiej). Cecha charakterystyczna tego stylu to występowanie „falek” ciała. Tempo jest zróżnicowane, zależne od muzyki. Jest to styl najbardziej zmysłowy i mogący sprawiać wrażenie erotycznego.

## Filmy
- 2003 – Bachata: Music of the People. Reżyseria: Giovanni Savino.